# بریجت اندرسن
بریجت اندرسن (انگلیسی: Bridgette Andersen; ۱۱ ژوئیهٔ ۱۹۷۵ – ۱۸ مهٔ ۱۹۹۷) یک هنرپیشه اهل ایالات متحده آمریکا بود.
او در فیلم تب هیجانی شدید بازی کرده‌است.